# Bazar de la Charité

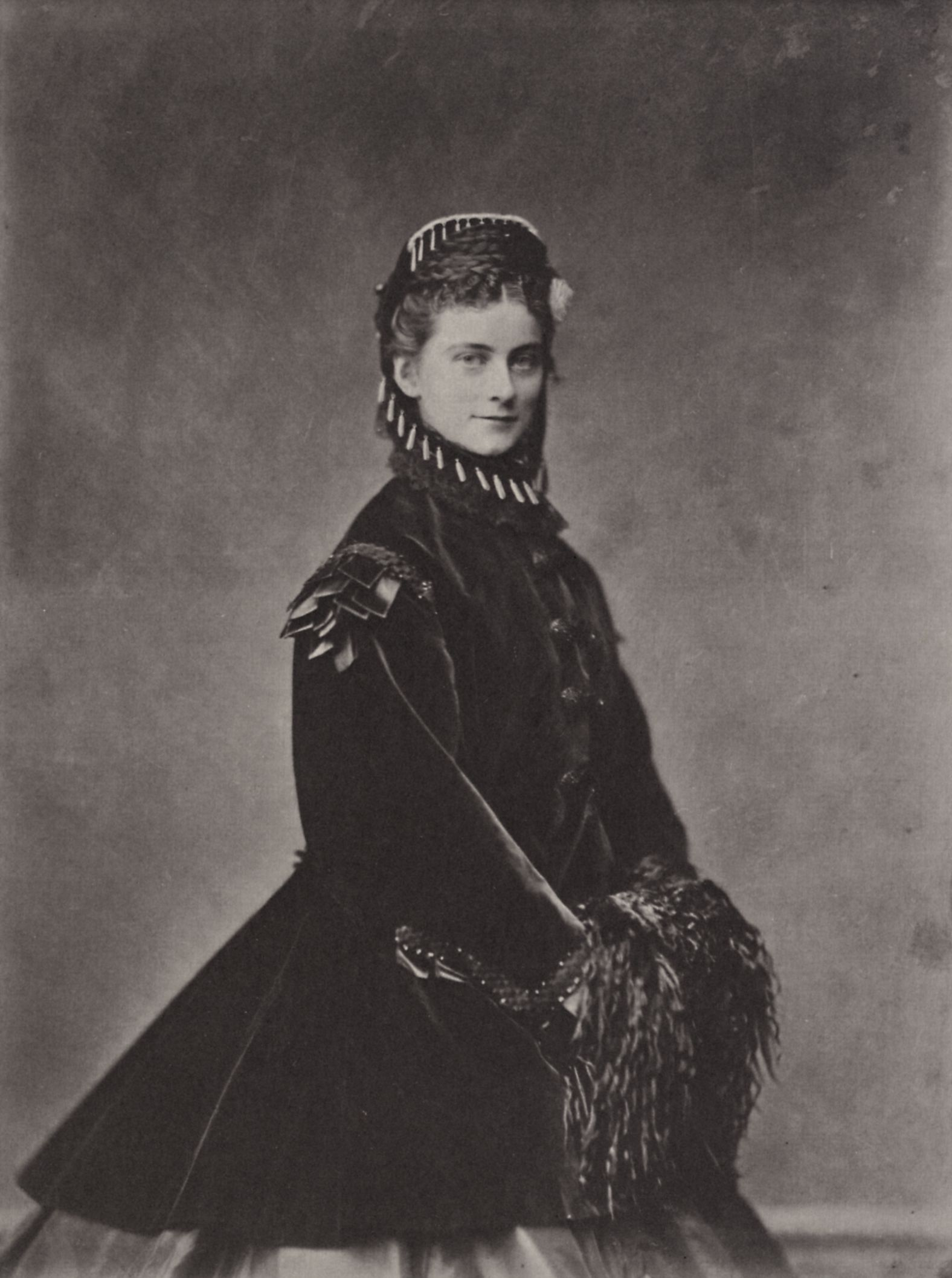
Sofia Carlotta di Baviera

Il Bazar de la Charité fu un evento di beneficenza, organizzato dall'aristocrazia cattolica francese a Parigi e creato da Harry Blount nel 1885. È conosciuto soprattutto per l'incendio del 1897, nel quale persero la vita 126 persone, di cui ben 118 donne; molte appartenevano all'aristocrazia e tra di esse la più famosa fu Sua Altezza Reale, la duchessa di Alençon, nata Sofia Carlotta di Baviera, sorella della celebre Sissi, imperatrice d'Austria e regina d'Ungheria.
Il Bazar de la Charité si svolgeva ogni anno in luoghi diversi grazie a un consorzio di organizzazioni di beneficenza che condividevano l'affitto e le tasse, riducendo così i costi e favorendo l'afflusso di potenziali acquirenti.

## L'incendio del 1897

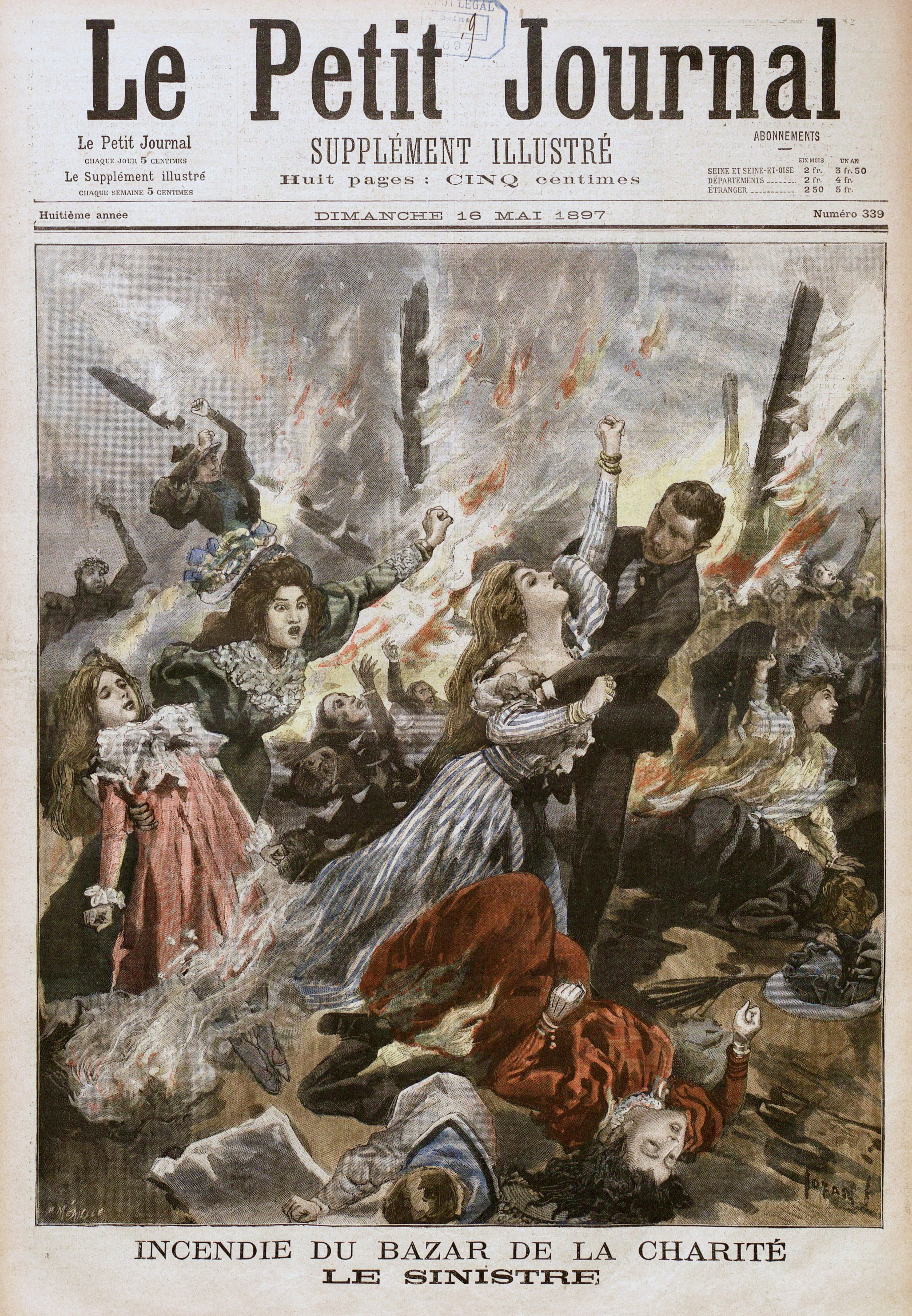
Copertina di Le Petit Journal dedicata all'incendio

Nel 1897 il Bazar si tenne in un grande capannone di legno, di 80 metri per 13, a rue Jean-Goujon 17, nell'ottavo arrondissement di Parigi. All'interno di questo capannone fu costruita una strada in stile medievale con legno, cartone, stoffa e cartapesta. Le uscite non vennero adeguatamente contrassegnate. Questi fatti contribuirono notevolmente al disastro. Una delle attrazioni di questo Bazar era una stanza dove si potevano ammirare le immagini in movimento proiettate con la tecnologia messa a punto dai fratelli Lumière.
Il pomeriggio del 4 maggio, il secondo dei previsti quattro giorni di bazar, le attrezzature del proiezionista (che utilizzava un sistema a base di etere e di ossigeno anziché di energia elettrica) presero fuoco. Il conseguente incendio e il panico della folla causarono la morte di 126 persone. Oltre 200 persone rimasero ferite. Il disastro ebbe risonanza a livello nazionale e internazionale.
Alcuni dei visitatori, in fuga attraverso il cortile, furono salvati dalla cuoca e dalla direttrice dell'Hotel du Palais, M. Gauméry e Madame Roche-Sautier rispettivamente, che li aiutarono a sfuggire al fuoco attraverso le finestre della cucina del palazzo adiacente. L'identificazione dei resti carbonizzati mediante metodi dentali costituisce una pietra miliare nella storia dell'odontoiatria forense.
Dopo la terribile catastrofe del Bazar de la Charitè furono tenute orazioni funebri e discorsi da parte di Frate Marie-Joseph Ollivier (1835-1910), domenicano, predicatore, storico e biografo. Dopo i suoi discorsi a Notre Dame del 1897, egli dovette dimettersi poiché i suoi discorsi furono interpretati come une attacco contro il governo di allora. Ollivier si ritirò in Belgio.

## Cappella di Nostra Signora della Consolazione

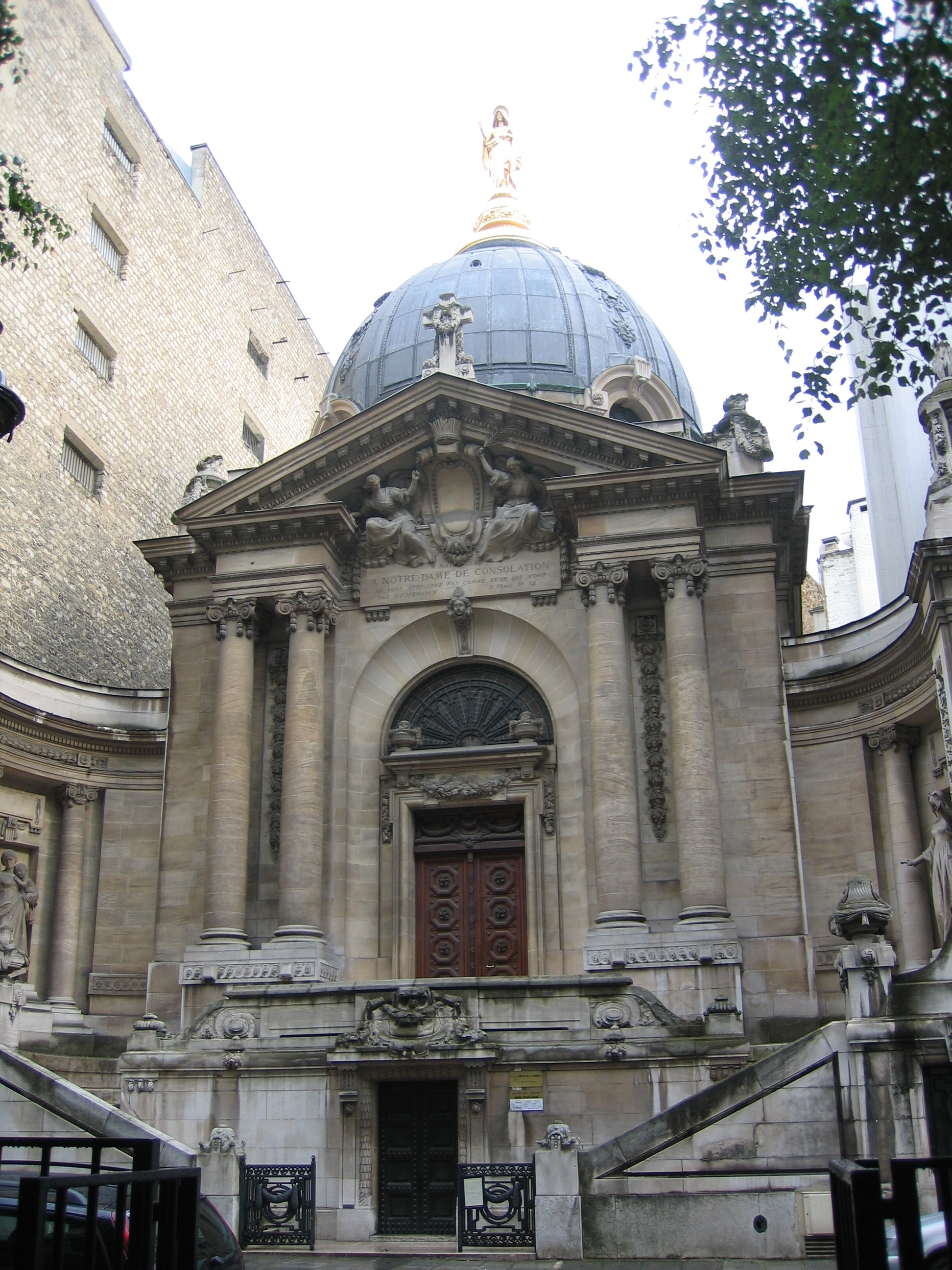
Cappella di Nostra Signora della Consolazione, costruita sul luogo dove sorgeva il Bazar e dedicata alle vittime dell'incendio

Una cappella espiatoria, Nostra Signora della Consolazione (Notre-Dame de Consolation), fu costruita sul percorso del Bazar. Questa cappella è dedicata alle vittime dell'incendio ed è utilizzata dalla comunità cattolica italiana a Parigi.